# Piluca Alonso
María Pilar Alonso López, detta Piluca (León, 8 ottobre 1968), è un'ex cestista spagnola.

## Carriera
Con la Spagna ha disputato i Giochi olimpici di Barcellona 1992, due edizioni dei Campionati mondiali (1994, 1998) e quattro dei Campionati europei (1987, 1993, 1995, 1997).